# Edificio Carl Herrmann
L'Edificio Carl Herrmann (in inglese: Carl Herrmann Building) è uno storico edificio commerciale di Città del Capo in Sudafrica.

## Storia
L'edificio venne eretto nel 1904 secondo il progetto degli architetti John Parker e Alexander Forsyth. Ospitò per vari anni gli uffici della Carl Herrmann & Company.

## Descrizione
L'edificio, situato al 5-7 di Corporation Street nel centro di Città del Capo, presenta uno stile tipicamente vittoriano.

## Galleria d'immagini

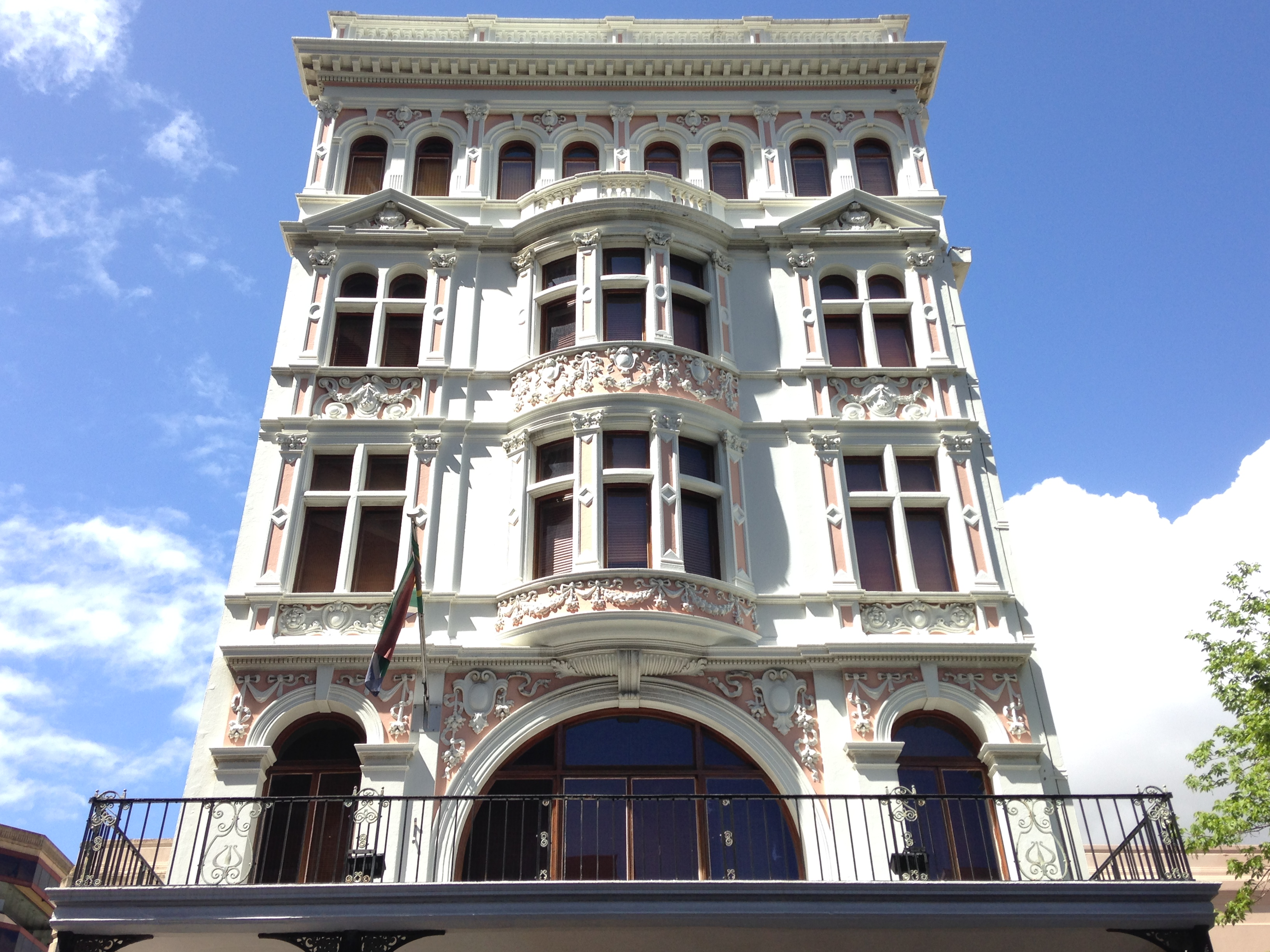
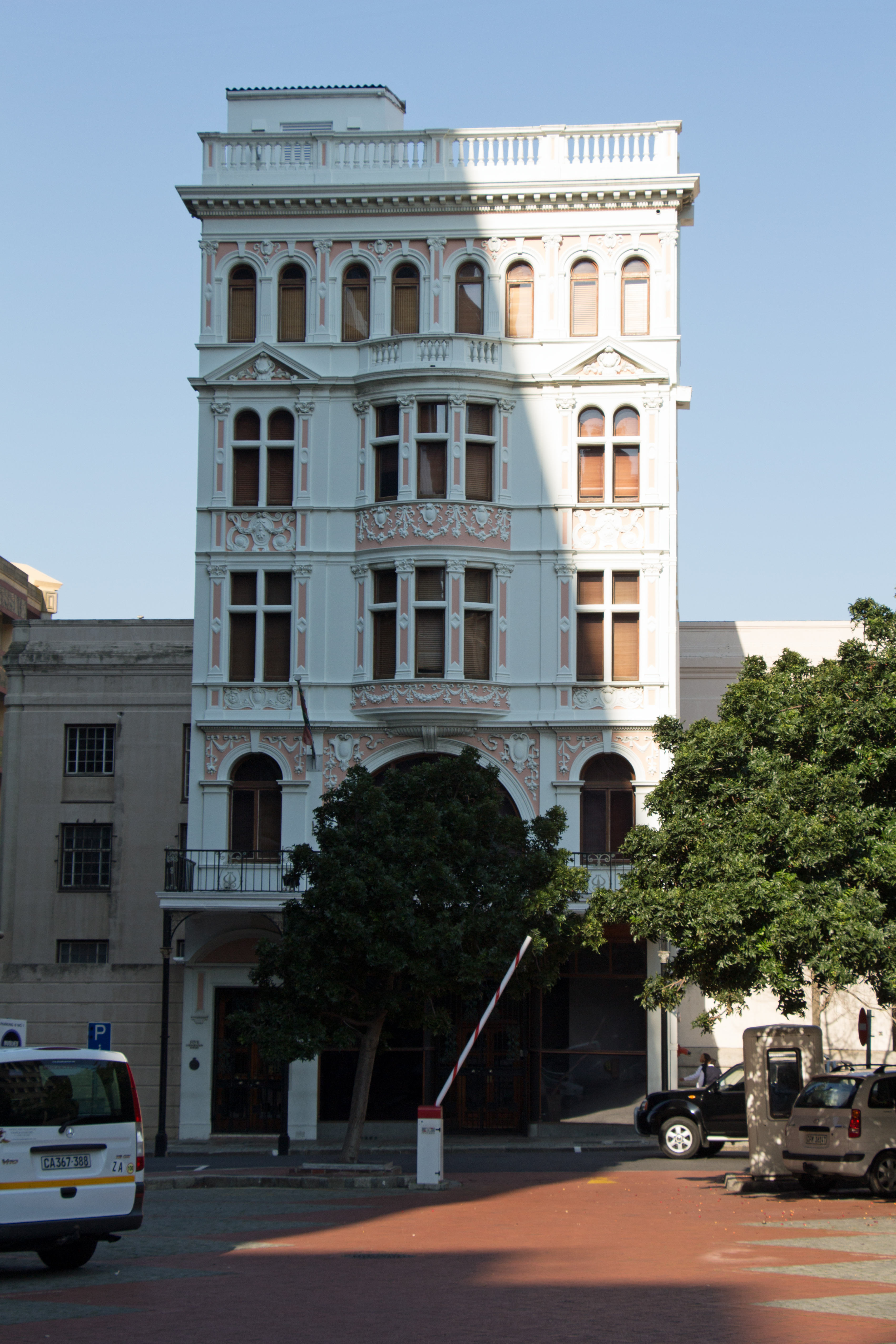
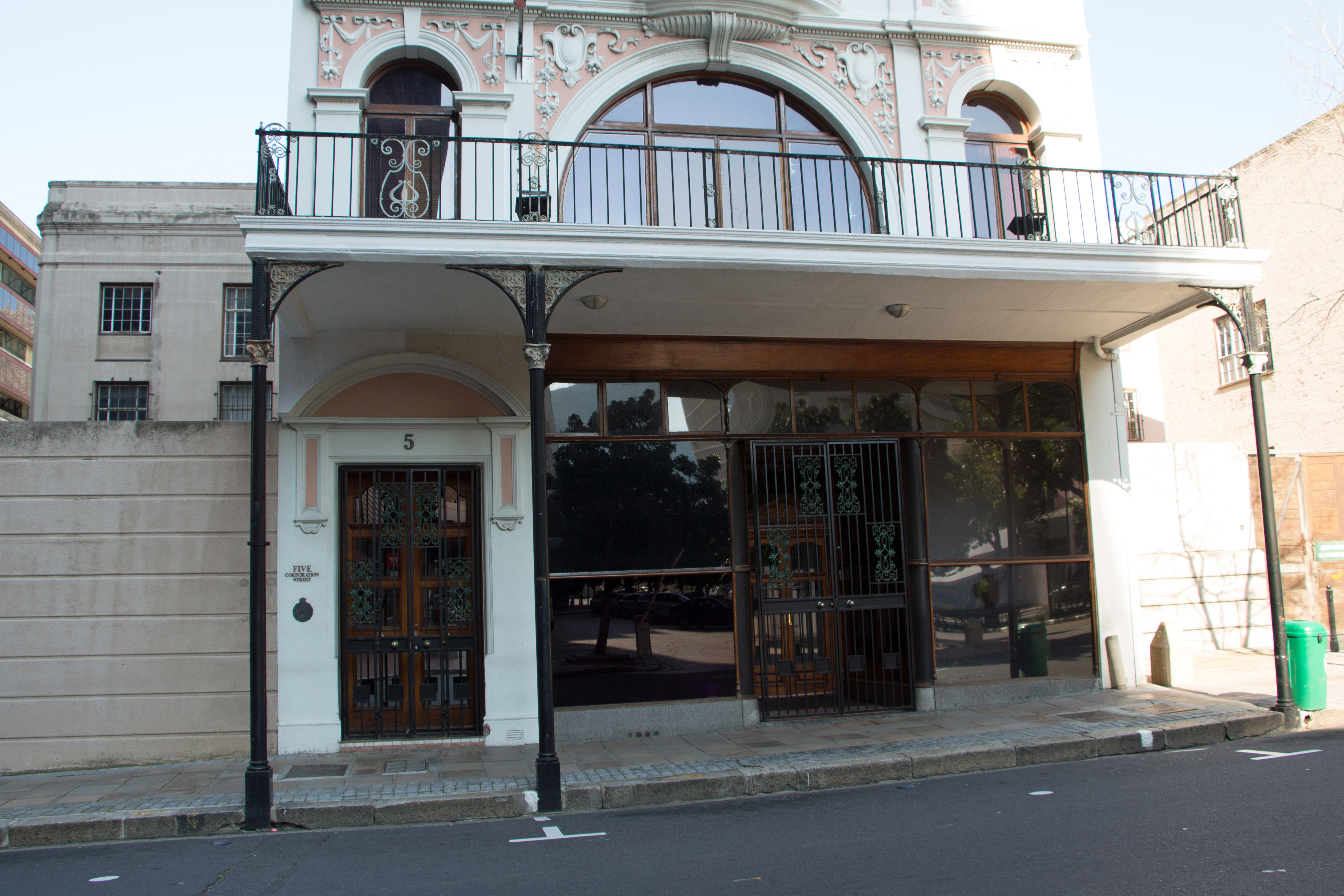